# Suków (gmina)
Suków (1870–1954 Dyminy) – dawna gmina wiejska istniejąca przejściowo w XIX wieku oraz w latach 1973–1976 w woj. kieleckim (dzisiejsze woj. świętokrzyskie). Siedzibą władz gminy był Suków.
Za Królestwa Polskiego gmina Suków należała do powiatu kieleckiego w guberni kieleckiej (utworzonej w 1867). 13 stycznia 1870 część obszaru gminy Suków włączono do nowo utworzonej wiejskiej gminy Daleszyce.
Gminę zniesiono w połowie 1870 roku i odtąd jednostka figuruje już pod nazwą gmina Dyminy.
Gmina została reaktywowana w dniu 1 stycznia 1973 roku w powiecie kieleckim w woj. kieleckim. 1 czerwca 1975 roku gmina weszła w skład nowo utworzonego mniejszego woj. kieleckiego.
1 lipca 1976 roku gmina została zniesiona, a jej tereny przyłączone do gmin:
- Daleszyce (obszary sołectw: Marzysz, Mójcza, Niestachów i Suków),
- Masłów (obszary sołectw: Domaszowice i Zagórze),
- Morawica (obszar sołectwa Dyminy).